# 埼玉県住宅供給公社
埼玉県住宅供給公社（さいたまけんじゅうたくきょうきゅうこうしゃ）は、埼玉県の地方住宅供給公社である。さいたま市浦和区に本社がある。役職員数は257名。

## 概要
1955年財団法人埼玉県住宅協会として発足。地方住宅供給公社法に基づき1965年に埼玉県住宅供給公社に組織変更。
分譲住宅事業及び宅地分譲事業等を行ってきた。現在は新規の分譲住宅事業や宅地分譲事業は行なわず、賃貸住宅の管理や既存住宅内のまちづくりを中心に行っている。
浦和区にある本社ビルの規模は、鉄筋コンクリート造地上5階地下2階、敷地面積906.77平方メートル、延床面積3,420,63平方メートル。平成25年に耐震化工事とリニューアル工事が完成し、屋上に太陽光発電設備が設置され、壁面緑化が実施された。同時に災害対応型の自動販売機を設置した。
国道17号に接しており、災害時はエントランスやトイレなどを帰宅困難者に開放する体制を整えている。

## 沿革
- 1955年（昭和30年）11月24日 - 埼玉県の出資率100パーセントの「財団法人埼玉県住宅協会」として設立。
- 1965年（昭和40年）11月10日 - 地方住宅供給公社法に基づき、特殊法人「埼玉県住宅供給公社」に組織変更。
- 1999年（平成11年）4月 - 埼玉県行政組織・定数等改革検討委員会報告（平成9年10月27日）等に基づき、財団法人「埼玉県住宅サービス公社」を統合。
- 2000年（平成12年）4月 - 委員会報告に基づき、さらに財団法人「埼玉県都市整備公社」を統合。
- 2012年（平成24年）11月15日 - 耐震化工事と壁面緑化、太陽光発電設置などの社屋リニューアル工事が着工。
- 2013年（平成25年）8月22日 - 耐震化工事が竣工。9月2日に業務を再開。

## 事務所所在地
- 本社 - さいたま市浦和区仲町3-12-10
- 住まい相談プラザ - さいたま市大宮区錦町630
- 大宮支所 - さいたま市大宮区寿能町2-131
- 川越支所 - 川越市的場2218-4 ベルアート301号室
- 熊谷支所 - 熊谷市赤城町1-147-2
- 岩槻支所 - さいたま市岩槻区諏訪3-3

## 主な宅地
公営住宅等管理事業では県営住宅などが307団地27,630戸 、市営住宅などが9市107団地6,646戸を管理している。（平成24年度実績）

### 県営住宅
さいたま市西区
- 大宮宝来住宅
- 大宮中釘住宅
- 大宮二ツ宮住宅
- 大宮三橋西住宅
- 大宮指扇住宅

さいたま市北区
- 大宮長山住宅
- 大宮植竹住宅
- 大宮日進さつき住宅
- 大宮稲荷下住宅
- 大宮西本郷住宅
- 大宮日進あかしや住宅
- 大宮本村住宅
- 大宮加茂宮住宅
- 大宮今羽住宅

さいたま市大宮区
- 大宮寿能住宅
- 大宮土手町住宅
- 大宮櫛引住宅
- 大宮三橋住宅

さいたま市見沼区
- 大宮砂住宅
- 大宮東宮下住宅
- 大宮七里住宅
- 大宮東門前住宅
- 大宮小深作はるさと住宅
- 大宮東五番街住宅
- 大宮七里第二住宅

さいたま市中央区
- 与野高層住宅
- 与野上落合住宅
- 与野中里住宅
- 与野大戸住宅

さいたま市桜区
- 浦和大久保住宅
- 浦和しらくわ住宅
- 浦和南元宿住宅

さいたま市浦和区
- 浦和高層住宅
- 浦和瀬ヶ崎住宅
- 浦和領家立野住宅
- 浦和常盤住宅
- 浦和北浦和住宅

さいたま市南区
- 浦和第二高層住宅
- 浦和辻住宅
- 浦和細野住宅
- 浦和大谷口住宅

さいたま市緑区
- 浦和井沼方住宅
- 浦和さいど坂の上住宅
- 浦和原山住宅

さいたま市岩槻区
- 岩槻愛宕住宅
- 岩槻諏訪山下住宅
- 岩槻府内住宅
- 岩槻南平野やまぶき住宅
- 岩槻金重住宅
- 岩槻西原住宅
- 岩槻慈恩寺住宅
- 岩槻表慈恩寺住宅

上尾市
- 上尾東町住宅
- 上尾丸山住宅
- 上尾二ツ宮前住宅
- 上尾シラコバト住宅

朝霞市
- 朝霞幸町住宅
- 朝霞根岸台住宅

入間市
- 入間霞川住宅
- 入間向原住宅
- 入間下藤沢みどり住宅
- 入間上藤沢住宅
- 入間野田住宅
- 入間東久保住宅
- 入間向陽台住宅
- 入間宮の森住宅
- サンライズ入間藤沢住宅
- 入間下藤沢住宅

小鹿野町
- 小鹿野高田住宅
- 小鹿野赤平住宅

小川町
- 小川大豆五駄住宅
- 小川みどりが丘住宅

桶川市
- 桶川けやき住宅
- 桶川倉田住宅
- 桶川坂田ウエスト住宅
- 桶川川田谷住宅

越生町
- 越生南住宅

春日部市
- センターヒルズ春日部住宅
- ガーデン春日部牛島住宅
- 春日部豊春北住宅
- 春日部武里住宅
- 春日部下蛭田住宅
- 春日部下蛭田東住宅
- 春日部ひがし住宅
- 春日部栄町住宅
- 春日部豊春住宅
- 春日部大沼住宅
- 春日部八木崎住宅
- 春日部南住宅
- 春日部内牧住宅
- 春日部谷原新田住宅
- 庄和南桜井住宅
- 庄和金崎はなわ住宅
- 庄和西金野井住宅
- 庄和尾ヶ崎住宅

加須市
- 加須北小浜住宅
- 加須南大桑住宅
- 加須久下住宅
- 大利根細間住宅

神川町
- 神泉阿久原住宅

上里町
- 上里大御堂住宅

川口市
- 川口柳崎第二住宅
- 川口根岸住宅
- 川口赤山みどりの丘住宅
- 川口安行もみじ住宅
- 川口安行原住宅
- 川口安行吉岡住宅
- 川口飯塚町住宅
- 川口東本郷住宅
- 川口神根住宅
- 川口飯原住宅
- 川口柳崎住宅
- 川口赤山住宅
- 川口芝下住宅
- 川口道合住宅
- 川口行衛住宅

川越市
- 川越仙波町住宅
- 川越月吉町住宅
- 川越今福住宅
- 川越北谷住宅
- 川越的場住宅
- 川越今泉住宅
- 川越いせはら住宅
- 川越山田住宅
- アーバンヴェール川越上戸住宅
- 川越久下戸住宅
- 川越小中居住宅
- 川越神明町住宅
- 川越岸町やまぶき住宅
- 川越藤原住宅
- 川越東坂上住宅
- 川越砂新田住宅
- 川越小堤住宅
- 川越南大塚住宅
- 川越西山住宅

北本市
- 北本二ツ家住宅
- 北本中丸住宅
- 北本本宿住宅

行田市
- 行田佐間住宅
- 行田門井住宅
- 行田持田住宅
- 行田下忍住宅

久喜市
- 久喜青葉住宅
- 菖蒲寺田住宅
- 栗橋しづか住宅
- 栗橋道上住宅
- 鷲宮くずめ住宅
- 鷲宮金山住宅

熊谷市
- 熊谷石原住宅
- 熊谷伊勢町住宅
- 熊谷玉井住宅
- 熊谷下奈良住宅
- 熊谷銀座住宅
- 熊谷末広住宅
- 熊谷曙町住宅
- 熊谷赤城住宅
- 熊谷肥塚住宅
- 妻沼長井住宅

鴻巣市
- 鴻巣人形町住宅
- 鴻巣箕田住宅
- 鴻巣宮地住宅
- 鴻巣登戸住宅
- 鴻巣八幡田住宅
- 川里広田住宅

越谷市
- 越谷蒲生住宅
- 越谷蒲生西住宅
- 越谷間久里住宅
- 越谷南荻島住宅
- 越谷大房住宅
- 越谷平方住宅
- 越谷大袋住宅
- 越谷弥十郎住宅
- 越谷鷺高住宅
- 越谷新生住宅
- 越谷神明住宅
- 越谷弥十郎圦前住宅
- 越谷北越谷住宅
- 越谷袋山住宅

坂戸市
- 坂戸東坂戸住宅
- ジュネス坂戸住宅

幸手市
- 幸手南さくら住宅
- 幸手上高野住宅
- 幸手北住宅

狭山市
- 狭山柏原住宅
- 狭山鵜ノ木住宅
- 狭山笹井住宅

志木市
- 志木柳瀬川住宅
- 志木中宗岡住宅

白岡市
- 白岡つつじヶ丘住宅
- 白岡下大崎住宅

杉戸町
- 杉戸とねり住宅
- 杉戸清地東住宅
- 杉戸清地住宅
- 杉戸瀬戸住宅
- 杉戸倉松住宅
- 杉戸下高野住宅
- 杉戸下野住宅

草加市
- 草加花栗住宅
- 草加原町第三住宅
- 草加青柳住宅
- 草加柳島住宅
- 草加原町住宅
- 草加遊馬住宅
- 草加新善町西住宅
- グロリアス草加長栄住宅
- 草加やすはた住宅
- 草加北谷住宅
- 草加稲荷住宅
- 草加新善町住宅
- 草加原町第二住宅

秩父市
- 秩父相生住宅
- 秩父中宮地住宅
- 秩父永田住宅
- 秩父阿保住宅
- 秩父大野原住宅
- 秩父こぶし住宅
- 秩父つばきの森住宅
- 秩父久那住宅
- 秩父堀切住宅
- 吉田塚越住宅
- 大滝強石住宅
- 荒川上田野北住宅
- 荒川上田野住宅

鶴ヶ島市
- 鶴ヶ島富士見住宅
- 鶴ヶ島すねおり住宅
- レオナガーデン鶴ヶ島住宅
- 鶴ヶ島南町住宅
- 鶴ヶ島藤の台住宅
- 鶴ヶ島中新田住宅

ときがわ町
- 都幾川明覚住宅

所沢市
- 所沢松郷住宅
- 新所沢けやき通り住宅
- 所沢パークタウン武蔵野住宅
- 所沢椿峰住宅
- 所沢新郷住宅

戸田市
- 戸田河岸住宅
- 戸田下前住宅

長瀞町
- 長瀞白鳥住宅
- 長瀞長瀞住宅
- 長瀞小坂住宅

滑川町
- 滑川都住宅

新座市
- 新座馬場住宅
- 新座野火止住宅
- 新座石神住宅
- 新座本多住宅
- 新座菅沢住宅
- 新座本多第二住宅
- 新座野火止北住宅
- 新座大和田住宅
- 新座野火止南住宅
- 新座菅沢第二住宅

蓮田市
- 蓮田山ノ内住宅

羽生市
- 羽生須影住宅
- 羽生城沼住宅
- 羽生北袋住宅
- 羽生桑崎住宅

飯能市
- 飯能川寺住宅
- 飯能中山住宅

東秩父村
- 東秩父安戸住宅

東松山市
- 東松山石橋住宅
- 東松山前山住宅
- 東松山五領住宅
- 東松山岩花住宅
- 東松山滝の本住宅
- ヒルトップ東松山神明住宅

日高市
- 日高鹿山住宅

深谷市
- 深谷萱場住宅
- 深谷上柴住宅
- 深谷緑ヶ丘住宅
- 深谷戸森住宅
- 岡部普済寺住宅
- 花園黒田住宅

富士見市
- 富士見鶴瀬住宅
- 富士見鶴馬住宅

ふじみ野市
- 上福岡にいやま東住宅
- 上福岡霞ヶ丘住宅
- 上福岡にいやま西住宅
- 上福岡本新田住宅
- 大井鶴ヶ岡住宅
- 大井東台住宅

本庄市
- 本庄小島住宅
- 本庄諏訪住宅
- 本庄朝日町住宅
- 本庄南本町住宅
- 本庄日の出住宅
- 本庄北諏訪住宅
- 児玉久美塚住宅

松伏町
- 松伏つきひじ住宅

三郷市
- 三郷鷹野住宅
- 三郷彦成住宅

皆野町
- 皆野皆野住宅
- 皆野下和田住宅

三芳町
- 三芳北永井森の里住宅
- 三芳藤久保住宅

毛呂山町
- 毛呂本郷住宅
- 毛呂山いわい住宅
- 毛呂山長瀬住宅
- 毛呂山上宿住宅

八潮市
- 八潮緑町住宅
- 八潮大原住宅
- サンライズ八潮六丁目住宅

横瀬町
- 横瀬五番住宅

吉川市
- 吉川土場住宅

寄居町
- 寄居鉢形住宅

嵐山町
- 嵐山小梅住宅
- 嵐山平沢住宅

蕨市
- 蕨ふれあい住宅
- 蕨錦町住宅

### 市営住宅
- さいたま市営住宅
  - 蓮沼住宅
  - 砂住宅
  - 春岡住宅
  - 春野団地
- 川口市営住宅
- 所沢市営住宅
- 川越市営住宅
- 越谷市営住宅
- 熊谷市営住宅
- 行田市営住宅
- 深谷市営住宅
- 加須市営住宅
- 鶴ヶ島市営住宅
- 東松山市営住宅

## 不祥事
- 1970年（昭和45年）、用地買収をめぐる収賄容疑で専務理事が逮捕される[1]。